# Xanthu
Xanthu è un pianeta immaginario dell'Universo DC del XXX secolo, ed un mondo moderno con piena adesione ai Pianeti Uniti.

## Storia
Xanthu è il pianeta natale del Legionario Thom Kallor, alias "Star Boy", successivamente membro della Justice Society of America noto come "Starman VIII". Questi in realtà nacque su una stazione orbitante intorno al pianeta, e le sue abilità di induzione di massa non sono tipiche dei nativi del suo pianeta.
Pre-Ora Zero, Xanthu fu anche la casa del supereroe Atmos, che assunse il ruolo di supereroe di questo pianeta in quanto Star Boy era via la maggior parte del tempo. Quando Atmos scomparve, Xanthu tentò di costringere Star Boy a ritornare come protettore a tempo pieno.
Post-Ora Zero, Xanthu fu la casa di una squadra di supereroi noti come Uncanny Amazers, di cui sia Star Boy che Kid Quantum erano ex membri. Molti di loro rimasero uccisi durante un crossover presente in Starman n. 50, periodo in cui Star Boy venne a sapere che era destinato di tornare indietro nel tempo e divenire lo Starman del XXI secolo.
Xanthu fu uno dei primi pianeti ad allontanarsi dai Pianeti Uniti con la convinzione che i Pianeti Affiliati offrissero una protezione maggiore. Dopo le rivelazioni che i Pianeti Affiliati erano un fronte del Dark Circle, Xanthu riprese l'adesione con i Pianeti Uniti.
Xanthu fu il ponte attraversato da un'armata di robot invadente chiamata "Robotica" per raggiungere i Pianeti Uniti.
Dall'ultima revisione della Legione Xanthu non fu menzionato.